# Taşkent (Konya)
Taşkent (tash y kent, traducido literalmente como "Ciudad de Piedra") es uno de los 31 distritos de la provincia de Konya . Ubicado en el extremo sur de Konya, el distrito se encuentra junto a las provincias de Karaman y Antalya, y otro distrito de Konya, Hadim. Se separó de Hadim el 11 de agosto de 1988 y obtuvo el estatus de distrito.

## historia
En general, los turcomanos pertenecientes a la tribu Avşar se establecieron en Taşkent y sus alrededores entre 1225 y 1250.  Taşkent y sus asentamientos circundantes fueron formados por la vida sedentaria de los turcomanos aquí. Taşkent se unió al Imperio Otomano después de que Fatih Sultan Mehmet pusiera fin al Principado de Karamanoğulları.

## Población
Nota: La población rural no se incluye en la tabla desde 2013, ya que los pueblos han cambiado a estado de barrio debido a la ley metropolitana.
| Yıl  | Total población | población urbana | Población rural |
| ---- | --------------- | ---------------- | --------------- |
| 1990 | 29.750          | 8.767            | 20.983          |
| 2000 | 46.396          | 10.779           | 35.617          |
| 2007 | 8.497           | 1.300            | 7.197           |
| 2008 | 8.297           | 1.698            | 6.599           |
| 2009 | 7.879           | 1.701            | 6.178           |
| 2010 | 7.734           | 1.580            | 6.154           |
| 2011 | 7.753           | 1.622            | 6.131           |
| 2012 | 6.967           | 1.661            | 5.306           |
| 2013 | 7.094           | 7.094            | sin datos       |
| 2014 | 6.620           | 6.620            | sin datos       |
| 2015 | 6.420           | 6.420            | sin datos       |
| 2016 | 6.299           | 6.299            | sin datos       |
| 2017 | 6.036           | 6.036            | sin datos       |
| 2018 | 7.635           | 7.635            | sin datos       |
| 2019 | 6.296           | 6.296            | sin datos       |
| 2020 | 6.001           | 6.001            | sin datos       |
| 2021 | 5780            | 5780             | sin datos       |